# Ultima GTR
El Ultima GTR es un automóvil superdeportivo producido por el fabricante de automóviles inglés Ultima Sports Ltd. de Hinckley, Leicestershire, Inglaterra, disponible en kit y como un automóvil "modificado" (ensamblado por la fábrica pero no registrado para la calle).
Sus caractarísticas son motor central, tracción trasera, chasis tubular de acero tipo "space frame" y carrocería GPR. También se fabrica una versión descapotable llamada Ultima Can-Am.
Los compradores disponen de una variedad de motores y transmisiones, pero el Chevrolet V8 de bloque pequeño, suministrado por American Speed unido, bien a una transmisión Porsche, o bien a una Getrag, constituye la configuración de serie estándar, y recomendada, en todos los vehículos salidos de fábrica.
Ultima tiene su mercado enfocado sobre las actividades de romper récords con un modelo equipado con un motor American Speed de 640 HP (477 kW) llamado Ultima GTR640 (y secuencialmente una versión de 720 HP (537 kW) del mismo motor en el GTR720).